# Medaille für treue Dienste in den bewaffneten Organen des Ministeriums des Innern

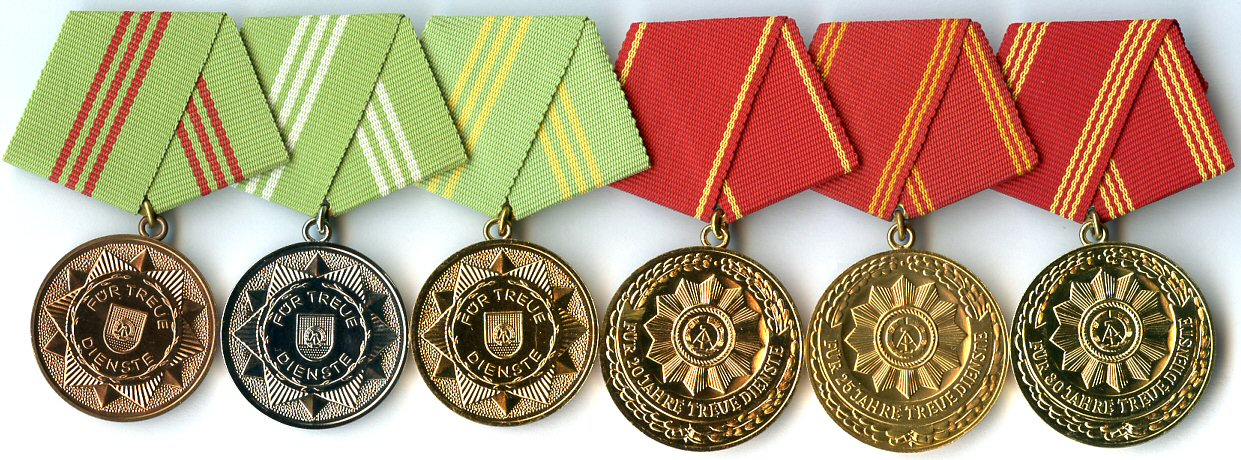

Die Medaille für treue Dienste in den bewaffneten Organen des Ministeriums des Innern war eine staatliche Auszeichnung  der Deutschen Demokratischen Republik (DDR), welche in Form einer tragbaren Medaille verliehen wurde.

## Geschichte
Die Medaille wurde am 22. Januar 1959 durch den Ministerrat der DDR zunächst in drei Stufen, Bronze, Silber oder Gold und am 28. August 1964 um weitere drei auf insgesamt sechs Stufen gestiftet. Die Auszeichnung war Nachfolgerin der bis dahin verliehenen Medaille für Treue Dienste in der Deutschen Volkspolizei. Die Verleihung erfolgte nach einer bestimmten zurückgelegten Anzahl von Dienstjahren. Im Einzelnen hieß das:
- für 30-jährige Dienstzeit in Gold (größerer Medaillendurchmesser und zusätzlich aufgelegte Miniatur auf der Interimsspange)
- für 25-jährige Dienstzeit in Gold (größerer Medaillendurchmesser und zusätzlich aufgelegte Miniatur auf der Interimsspange)
- für 20-jährige Dienstzeit in Gold (größerer Medaillendurchmesser und zusätzlich aufgelegte Miniatur auf der Interimsspange)
- für 15-jährige Dienstzeit in Gold
- für 10-jährige Dienstzeit in Silber
- für 5-jährige Dienstzeit in Bronze.

Ihre Verleihung erfolgte an alle Angehörigen im Dienst der bewaffneten Organe des Ministeriums des Innern bei „treuer, gewissenhafter und ehrlicher Pflichterfüllung“.

## Aussehen

### 5- bis 15-jährige Dienstzeit
Die bronzene, versilberte oder vergoldete Medaille mit einem Durchmesser von 31,5 mm zeigt auf ihrem Avers auf gekörnten Untergrund einen Polizeistern mit runden Mittelfeld ist dessen Schnittpunkt zentral eine kleine Flagge Deutschlands (ohne Staatswappen der DDR) zu sehen ist, die schildförmig gehalten wurde. Das runde Mittelfeld wird dabei von der Umschrift: FÜR TREUE (oben) und DIENSTE (unten) umschlossen. Ab 1970 war statt der Deutschlandflagge in Schildform dann die Flagge der DDR mit mitgeprägten Staatswappen in gleicher Form nur etwas größer zu sehen. Das Revers der Medaille zeigt dagegen das große Staatswappen der DDR.

### 20- bis 30-jährige Dienstzeit
Die Medaille dieser Dienststufen sind allesamt vergoldet und haben einen Durchmesser von 34,5 mm und zeigen auf ihrem Avers einen von unten geflochtenen nach oben hin gebogen und offenen verjüngenden doppelten Eichenlaubkranz der etwas nach oben versetzt mittig einen Polizeistern mit Staatswappen der DDR zeigt. Darunter auf einem mitgeprägten halbkreisförmigen angedeuteten Schriftband die ebenfalls halbkreisförmige Umschrift: FÜR 30 JAHRE TREUE DIENSTE, FÜR 25 JAHRE TREUE DIENSTE oder FÜR 20 JAHRE TREUE DIENSTE. Das Revers der Medaille zeigt den selbigen Eichenlaubkranz wie auf dem Avers doch statt des Polizeistern nun das große Staatswappen der DDR, welches von einem erhaben geprägten Perlenring umschlossen wird.

## Trageweise

### 5- bis 15-jährige Dienstzeit
Getragen wurden alle Medaillenstufen an einer 24 mm breiten fünfeckigen pentagonalen grün bezogenen Spange, ab 1970 dann an einer hellgrünen an der linken oberen Brustseite in der jeweils höchsten Stufe. In das Ordensband selbst sind unüblicherweise auf allen Stufen jeweils drei senkrechte 1,5 mm breite Mittelstreifen eingewebt, die von der Mitte aus in einem Abstand von 1,5 mm stehen. Bei der Verleihung der Stufe in Gold sind diese drei Mittelstreifen gelb, für die Silberstufe weiß und bei der Bronzestufe in rot gehalten. Die Interimsspange entspricht dabei dem Ordensband.

### 20- bis 30-jährige Dienstzeit
Bei der Verleihung der Medaille für 30 Dienstjahre sind in das rote Band beidseitig drei senkrechte goldgelbe Mittelstreifen von 1 mm breite eingewebt, die 2 mm vom Saum entfernt auf dem Band zu sehen sind. Ihr Abstand zueinander beträgt 1 mm. Bei der Verleihung der Silberstufe waren dagegen nur zwei 1 mm breite senkrechte goldgelbe Streifen zu sehen, die ebenfalls 2 mm vom Saum entfernt standen, deren Abstand gleichfalls 1 mm zueinander betrug. Anders verhielt es sich bei dem Ordensband zur Bronzemedaille, welches nur einen einzigen 1,5 mm breiten senkrechten Mittelstreifen in goldgelb enthielt, welcher 2,5 mm vom Saum entfernt beidseitig anzutreffen war. Zu besseren optischeren Unterscheidung zu den Medaillen bis zur 15-jährigen Dienstzeit trugen die Interimsspangen dieser letzten drei Stufen zusätzlich eine 10 mm große vergoldete Miniatur des Polizeisterns.
Getragen wurden alle Medaillenstufen an einer 24 mm breiten pentagonalen grün bezogenen Spange an der linken oberen Brustseite. Ab 1970 dann an allerdings an einer mehr hellgrünen, wobei der Beliehene stets die höchst verliehene Stufe trug.